# Dòng thời gian sơ khai của chủ nghĩa quốc xã
Dòng thời gian sơ khai của chủ nghĩa Quốc xã bắt đầu từ lúc thành lập cho đến khi Adolf Hitler lên nắm quyền (tháng 8 năm 1934).

## Ảnh hưởng từ thế kỷ 19
- 1841: Friedrich List - nhà kinh tế học người Đức đã công bố tác phẩm Das Nationale System der Politischen Ökonomie (Hệ thống Kinh tế Chính trị Quốc gia). Trong tác phẩm này, ông ủng hộ việc định canh nông nghiệp và mở rộng lãnh thổ nông nghiệp về hướng Đông, đồng thời khuyến nghị việc công nghiệp hóa kinh tế dưới quyền quản lý của nhà nước, thành lập một khối kinh tế do Đức thống trị nhằm giải quyết khủng hoảng kinh tế mà quốc gia đang đối mặt - những quan điểm này sau này được coi là tiền thân của chủ nghĩa đế quốc Quốc xã.[1]
- 1856: Arthur de Gobineau - quý tộc và nhà văn người Pháp đã công bố tác phẩm Essai sur l'inégalité des races humaines (Bài luận về Sự bất bình đẳng giữa các Chủng tộc Nhân loại), ông chia loài người thành ba chủng tộc: đen, trắng và vàng, và khẳng định việc các chủng tộc khác nhau có mối quan hệ chặt chẽ sẽ dẫn đến việc mất đi sự thuần túy và độc đáo của từng chủng tộc và gây rối loạn trật tự xã hội. Mặc dù ông không có tư tưởng bài trừ người Do Thái, nhưng tác phẩm của ông lại được xem là nền móng của chủ nghĩa phân biệt chủng tộc.[2]
- Thập kỷ 1870: Thủ tướng Otto von Bismarck đã triển khai chính sách "Kulturkampf" với mục đích hạn chế tầm ảnh hưởng của Giáo hội Công giáo Rôma tại Đức. Trong khuôn khổ của chính sách này, ông đã đưa ra nhiều cải cách, bao gồm việc đặt yêu cầu linh mục phải được đào tạo và được phê duyệt từ chính phủ Đức, giới hạn quyền lực của Giáo hội đối với giáo dục và đòi hỏi mọi cuộc hôn nhân phải được đăng ký thông qua cơ quan chức năng.[3]
- 1888: Franz von Liszt - nhà cải cách pháp luật quốc tế người Đức cho rằng các dấu hiệu phạm tội đã có từ lúc bẩm sinh và không bị ảnh hưởng bởi môi trường xã hội. Ông đã đưa ra thuật ngữ nổi tiếng "Kriminalbiologie" (Sinh học tội phạm),[4] thuật ngữ này đã gây tác động đến các nhà nhân chủng học và những người ủng hộ thuyết thanh lọc sắc tộc. Lý thuyết này là cơ sở nền tảng để thực hiện hàng loạt các chính sách tiệt chủng từ năm 1933 đến năm 1945.

## Thế chiến thứ nhất

### 1914
- 28 tháng 7: Chiến tranh thế giới thứ nhất bắt đầu.
- 2 tháng 8: Adolf Hitler nhập ngũ và trở thành thành viên của Trung đoàn Bộ binh Dự bị Bayern thứ 16, đóng quân tại thủ phủ München.[5]
- 30 tháng 10: Adolf Hitler được chuyển đến ban nhân sự của trung đoàn, đảm nhận vai trò người đưa tin (thời điểm này hình thức truyền tin viễn thông chưa phổ biến).[6]
- 1 tháng 11: Sau trận Somme, Adolf Hitler được thăng hàm lên Gefreiter.[7]

### 1916
- Nhà di truyền học Madison Grant cho xuất bản tác phẩm The Passing of the Great Race (Sự suy tàn của Chủng Tộc Vĩ Đại), tác phẩm nêu lên những đặc điểm ưu việt của chủng tộc Bắc Âu và đưa ra lời cảnh báo về sự suy tàn của chủng tộc này. Phong trào thanh lọc chủng tộc ở Đức đã nhanh chóng đón nhận và áp dụng những quan điểm trong tác phẩm.[8]

### 1917
- Tháng 9: Đảng Tổ quốc Đức (Deutsche Vaterlandspartei) được thành lập.[9] Thuyết âm mưu "huyền thoại đâm sau lưng" được cho là bắt nguồn từ chính đảng này.[10]

### 1918
- Tháng 3: Anton Drexler thành lập chi nhánh thuộc liên đoàn Freien Arbeiterausschuss für einen guten Frieden (Ủy ban Lao động Tự do vì Hòa bình Tốt đẹp) tại München.[11]
- 4 tháng 8: Adolf Hitler được trao Huân chương Thập tự Sắt hạng Nhất.[12]
- 13 tháng 10: Adolf Hitler bị nhiễm khí độc tại trận Passchendaele.[13]
- 3 tháng 11: Cuộc nổi dậy ơ Kiel gây ra cuộc xung đột Cách mạng tháng 11.
- 7 tháng 11: 100,000 công nhân biểu tình trước Cung điện Hoàng gia Wittelsbach. Hoàng đế Wilhelm II bỏ trốn.
- 8 tháng 11: Sau cuộc Cách mạng tháng 11, toàn bộ 22 quý tộc Đức đều bị phế truất. Hoàng đế Wilhelm bị ép phải từ bỏ ngai vàng.
- 9 tháng 11: Sau khi Hoàng đế Wilhelm II thoái vị, Đảng Dân chủ Xã hội Đức (SPD) đã yêu cầu Hoàng tử Max bàn giao quyền lực. Friedrich Ebert (lãnh đạo Đảng SPD) trở thành Tổng thống; Cộng hòa Weimar chính thức được thành lập.[14]
- 11 tháng 11: Chiến tranh thế giới thứ nhất kết thúc.
- 19 tháng 11: Adolf Hitler được xuất viện tại Pasewalk.
- 25 tháng 12: Der Stahlhelm - Tổ chức cựu chiến binh Thế chiến I được thành lập tại Magdeburg.
- Giữa tháng 12: Quân đoàn Freikorps bắt đầu được hiện đại hóa.

### 1919
- Tháng 1: Đảng Dân chủ Xã hội Độc lập và Liên đoàn Spartakus đã tổ chức hàng loạt các cuộc biểu tình quy mô lớn, gây nên cuộc nổi dậy Spartacus. Cuộc nổi dậy buộc Hội đồng Quốc gia phải chuyển địa điểm tổ chức cuộc họp từ thủ đô Berlin sang thành phố Weimar.[15]
- 5 tháng 1: Đảng Công nhân Đức (DAP) được thành lập.[11]
- 10 tháng 1: Trận Berlin[a] (Battle for Berlin) bắt đầu.
- 13 tháng 1: Trận Berlin kết thúc, cuộc nổi dậy bị dập tắt.
- 15 tháng 1: Hai nhà lãnh đạo Liên đoàn Spartakus Karl Liebknecht và Rosa Luxemburg bị các sĩ quan Freikorps giết hại.
- Tháng 3: Adolf Hitler hoàn thành nhiệm vụ giám sát tù nhân chiến tranh Nga.
- 3 tháng 3: Trận Berlin lần thứ hai bùng nổ khi phe cộng sản chiếm đóng Berlin[16]; Gustav Noske được trao quyền lực tối cao trong việc quản lý và điều hành chính phủ Đức.
- 7 tháng 3: Ủy ban Đình công Cộng sản (MKS) rút lại tuyên ngôn và đưa ra lời đề nghị hòa bình với chính phủ.
- 10 tháng 3: Gustav Noske ra lệnh giải tán Sư đoàn Hải quân Nhân dân. Trận Berlin lần thứ hai kết thúc.
- 14 tháng 4: Quân đoàn Freikorps trấn áp chủ nghĩa cộng sản tại Dresden.
- 16 tháng 4: Một cuộc đụng độ đã diễn ra tại Dachau giữa lực lượng chính phủ Bayern và những người cộng sản, trong đó phe cộng sản đã giành thắng lợi trước lực lượng Cộng hòa.[17]
- 18 tháng 4: Quân đoàn Freikorps trấn áp chủ nghĩa cộng sản tại Braunschweig.
- 27 tháng 4: Xung đột vũ trang giữa phái cộng sản và quân đoàn Freikorps.
- 2 tháng 5: Quân đoàn Freikorps tái chiếm thành phố München.
- 10 tháng 5: Quân đoàn Freikorps trấn áp chủ nghĩa cộng sản tại Leipzig.
- 22 June: Hội nghị Quốc hội Đức đã phê chuẩn Hòa ước Versailles.
- 28 tháng 6: Hòa ước Versailles chính thức được ký kết trong Phòng Kiếng tại Cung điện Versailles.
- 19 tháng 9: Hitler tham dự một cuộc họp của Đảng Công nhân Đức.

## Cộng hòa Weimar

### 1919
- 12 tháng 8: Hiến pháp Weimar chính thức được ban bố.
- 12 tháng 9: Adolf Hitler gia nhập Đảng Công nhân Đức với tư cách là đảng viên thứ 55.[18][19] Chưa đầy một tuần, Hitler nhận được một tấm bưu thiếp thông báo rằng ông đã chính thức được chấp nhận là một thành viên của đảng.[20]
- 16 tháng 10: Hitler phát biểu bài diễn thuyết đầu tiên tại Hofbräukeller với tư cách thành viên Đảng Công nhân Đức.[21]
- Tháng 10 - tháng 11: Quân đoàn Freikorps đụng độ lực lượng Hồng quân tại khu vực Baltic. Cuộc khởi nghĩa Silesia lần thứ nhất bùng nổ.

### 1920

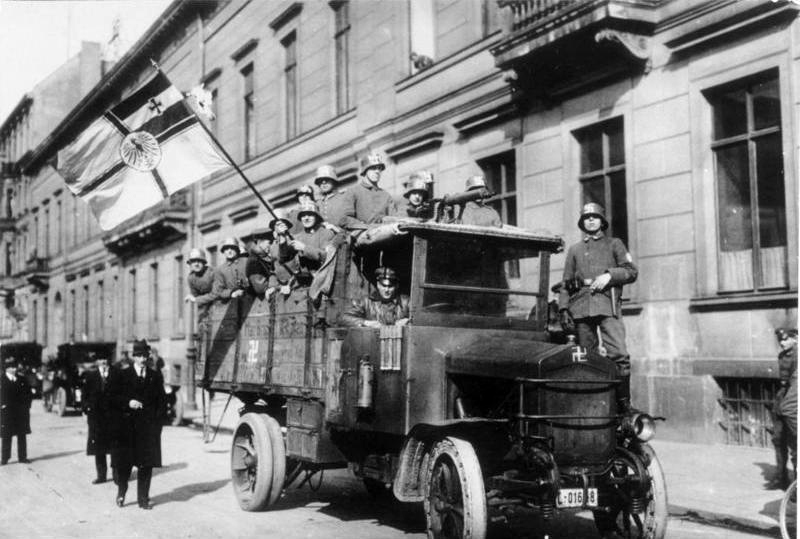
Cuộc đảo chính Kapp với sự xuất hiện của chữ Vạn ngược "卍"

- Phần lớn lực lượng quân đoàn Freikorps bị giải thể theo Hòa ước Versailles, một số thành viên của quân đoàn bắt đầu hoạt động ngầm.[22]
- Tháng 1: Đảng Công nhân Đức (DAP) đạt 190 thành viên.[22]
- Tháng 2: Ủy ban Kiểm soát Liên minh (Military Inter-Allied Commission of Control) được thành lập để đảm bảo việc giải trừ vũ khí của Đức theo yêu cầu của Hòa ước Versailles.
- 24 tháng 2: Đảng Công nhân Đức đổi tên thành Đảng Công nhân Đức Quốc gia Xã hội chủ nghĩa (NSDAP) và công bố đường lối và chính sách của đảng Quốc xã tại hội nghị Hofbräuhaus.[23][24][25]
- 13 - 17 tháng 3: Chính biến Kapp nổ ra giữa phe cánh hữu và quân đoàn Freikorps.
- 31 tháng 3: Adolf Hitler hoàn thành nghĩa vụ quân sự.[26]
- Tháng 4: Chính phủ Cộng hòa Weimar ngừng cung cấp tài chính cho quân đoàn Freikorps.
- 3 tháng 4: Sau thất bại của cuộc đảo chính Kapp, công nhân và cán bộ đảng Cộng sản Đức đã tiến hành cuộc khởi nghĩa Ruhr. Chính quyền Weimar không thể huy động quân đội liên bang vì phần lớn lực lượng đang phải bảo vệ chính phủ sau cuộc đảo chính. Dẫn tới việc phải nhờ đến sự giúp đỡ từ 21 quân đoàn Freikorps để đàn áp cuộc nổi dậy. Hàng nghìn người bị giết và chịu án tử hình không qua xét xử trong 5 ngày.[27]
- 10 tháng 5: Joseph Wirth và Walther Rathenau công bố "Chính sách Thực thi" (Erfüllungspolitik), chính sách này đã vấp phải sự phản đối từ những người theo chủ nghĩa liên Đức.
- 11 tháng 8: Đạo luật Giải trừ quân sự Quốc gia bắt đầu có hiệu lực, dẫn đến việc giải thể các lực lượng dân quân tự vệ.
- 19 đến 25 tháng 8: Cuộc khởi nghĩa Silesia lần thứ hai bắt đầu.
- 17 tháng 12: Tờ Völkischer Beobachter trở thành cơ quan ngôn luận của Đảng Quốc xã.
- 31 tháng 12: Số lượng đảng viên của Đảng Quốc xã đạt mốc 2000 người.[22]

### 1921
- Cuộc khởi nghĩa Silesia lần thứ ba.
- Sau khi quân đoàn Freikorps bị cấm hoạt động, sĩ quan Hermann Ehrhardt đã thành lập tổ chức O.C.
- Eugen Fischer, Erwin Baur và Fritz Lenz cho xuất bản tác phẩm Menschliche Erblichkeitslehre und Rassenhygiene (tạm dịch: Học thuyết Di truyền Học và Thanh lọc Chủng tộc Nhân loại), tác phẩm là cơ sở nền tảng cho việc thực hiện các chính sách chủng tộc của Đảng Quốc xã và thi hành hàng loạt các chiến dịch loại bỏ những người khuyết tật.[28]
- Tháng 2: Adolf Hitler diễn thuyết tại München với hơn 6000 thính giả.[22]
- 29 tháng 7: Adolf Hitler trở thành lãnh đạo của Đảng Quốc xã với số phiếu áp đảo (533 phiếu thuận/1 phiếu chống).[29] Ủy ban điều hành của đảng bị giải tán. Anton Drexler - người thành lập lập đảng đã từ chức và trở thành "Chủ tịch Danh dự". Kể từ đó, Hitler bắt đầu tự gọi mình là "Der Führer" (Lãnh tụ).[30]
- Tháng 8: Số lượng đảng viên của Đảng Quốc xã đạt mốc 3,300 người.[22]

### 1922
- Đoàn Thanh niên Hitler trong giai đoạn sơ khai.
- Ủy ban Y tế Quốc gia Phổ về Thanh lọc Chủng tộc (Preussischer Landesgesundheitsrat für Rassenhygiene) tập trung nghiên cứu về ứng dụng thực tế của thanh lọc chủng tộc, thuyết tối ưu hóa gen và nhân chủng học.[31]
- 12 tháng 1: Adolf Hitler đã bị kết án 3 tháng tù vì hành vi gây rối vào ngày 14 tháng 9 năm 1921.
- 24 tháng 6: Bộ trưởng Bộ Ngoại giao Đức Walther Rathenau bị ám sát.
- Tháng 7: Lạm phát gây ảnh hưởng nặng nề đến nền kinh tế Đức: 670 đồng Reichsmark = 1 đô la Mỹ.
- 27 tháng 7: Hitler được thả tự do.
- Tháng 8: 2,000 Mark = 1 đô la Mỹ.
- Tháng 10: 4,500 Mark = 1 đô la Mỹ
- 28 tháng 10: Benito Mussolini thiết lập chế độ độc tài phát xít tại Ý.
- Tháng 11: 10,000 Mark = 1 đô la Mỹ
- 22 tháng 11: Thủ tướng Joseph Wirth từ chức.
- 16 tháng 12: Sau những mâu thuẫn liên quan đến vụ Bộ trưởng Walther Rathenau bị ám sát trong nội bộ Đảng Quốc gia Nhân dân Đức (DVNP). Wilhelm Henning, Reinhold Wulle và Albrecht von Graefe đã rời đảng và thành lập Đảng Tự do Dân tộc Đức (DVFP).[32]
- 27 tháng 12: Nền kinh tế bị đình trệ khiến Đức không thể hoàn tất các khoản thanh toán bồi thường chiến tranh theo điều khoản của Hòa ước Versailles. Pháp và Bỉ chiếm đóng khu công nghiệp Ruhr và sa thải hàng nghìn công nhân Đức.[33]

### 1923
- Tháng 1: 17,000 Mark = 1 đô la Mỹ[34]
- 28 tháng 1: Đại hội Đảng Quốc xã (Reichsparteitag) lần thứ I được tổ chức tại München.
- Tháng 2: Ngân hàng trung ương Đức mua lại đồng Reichsmark. Tỷ giá hối đoái của đồng RM ổn định ở mức 20,000 Mark = 1 đô la Mỹ.
- 27 tháng 5: Albert Leo Schlageter - một sĩ quan quân đội người Đức bị kết án tử hình vì phá hoại đường ray xe lửa.[35]
- Tháng 7: Lạm phát phi mã:[b] 353,000 Mark = 1 đô la Mỹ.[34]
- 13 tháng 8: Thủ tướng Wilhelm Cuno từ chức.
- Tháng 8: Siêu lạm phát: 4,600,000 Mark = 1 đô la Mỹ.[34]
- Tháng 9: 98,900,000 Mark = 1 đô la Mỹ
- 1 tháng 9: Đại hội Đức (Deutscher Tag) được tổ chức tại Nürnberg.[36]
- 24 tháng 9: Thủ tướng Gustav Stresemann yêu cầu người dân trở lại làm việc và hợp tác với lực lượng chiếm đóng tại Ruhr. Điều này đã khiến những người theo chủ nghĩa dân tộc phẫn nộ vì cho rằng ông nhượng bộ quá nhiều cho Pháp - Bỉ.[37]
- 1 tháng 10: Thống chế Fedor von Bock dập tắt âm mưu đảo chính của lực lượng dân quân Black Reichswehr do Bruno Ernst Buchrucker lãnh đạo.
- Tháng 10: 25,300,000,000 Mark = 1 đô la Mỹ.[34]
- 6 tháng 10: Thủ tướng Gustav Stresemann (lãnh đạo đảng Nhân dân) thành lập nội các thứ hai.
- 20 tháng 10: Sĩ quan Alfred Mueller trấn áp chủ nghĩa cộng sản tại bang Sachsen.
- Chính phủ Đức tước quyền chỉ huy (Befehlshaber) của sĩ quan Otto von Lossow. Nhưng sau đó thống đốc Gustav Ritter von Kahr đã can thiệp và tuyên bố Otto Hermann sẽ tiếp tục tại nhiệm chức vụ này.[38]
- 23 tháng 10: Đảng Cộng sản Đức kiểm soát thành phố Hamburg.
- 25 tháng 10: Cuộc khởi nghĩa Hamburg bị dập tắt.
- 8 tháng 11: Adolf Hitler và Thượng tướng Erich Ludendorff khởi xướng cuộc Đảo chính quán bia tại Bürgerbräukeller (München).
- 9 tháng 11: Cuộc đảo chính bị dập tắt.
- Đảng Quốc xã bị cấm hoạt động.
- Tháng 12: Lạm phát lên đến đỉnh điểm: 4,200,000,000,000 Mark = 1 đô la Mỹ.[34]

### 1924
- 26 tháng 12: Sau cuộc đảo chính bất thành, Hitler bị đưa ra xét xử tại München.
- 1 tháng 4: Hitler thụ án 5 năm tù nhà tù Landsberg.[39]
- 24 tháng 10: Chính phủ Pháp chính thức công nhận nhà nước Liên Xô.[40]
- 20 tháng 12: Hitler được thả tự do.[39]

### 1925
- 21 tháng 1: Đế quốc Nhật Bản công nhận nhà nước Liên Xô.[41]
- 16 tháng 2: Đảng Quốc xã được dỡ bỏ lệnh cấm tại Bayern.
- 27 tháng 2: Đảng Quốc xã tái thành lập.
- 9 tháng 3: Chính quyền bang Bayern cấm Hitler diễn thuyết công khai.
- 7 tháng 7: Quân đội Pháp rút quân khỏi Rheinland.
- 14 tháng 7: Quân Đồng Minh bắt đầu rút quân khỏi Ruhr.
- 18 tháng 7: Quyển hồi ký Mein Kampf (Cuộc đấu tranh của tôi) được xuất bản..
- 11 tháng 11: Tổ chức Schutzstaffel (SS) được thành lập và chủ yếu hoạt động với vai trò cận vệ cho Hitler.[42][43]
- 27 tháng 11:  Hiệp ước Locarno được thông qua.

### 1926
- 3 - 4 tháng 7: Đại hội tái lập Đảng Quốc xã được tổ chức tại Weimar.

### 1927
- 5 tháng 3: Lệnh cấm Hitler diễn thuyết công khai tại Bavaria được bãi bỏ.
- 17 tháng 8: Hiệp định thương mại Pháp - Đức được ký kết.[44]
- 20 tháng 8: Đại hội Đảng Quốc xã lần thứ III được tổ chức tại Nuremberg

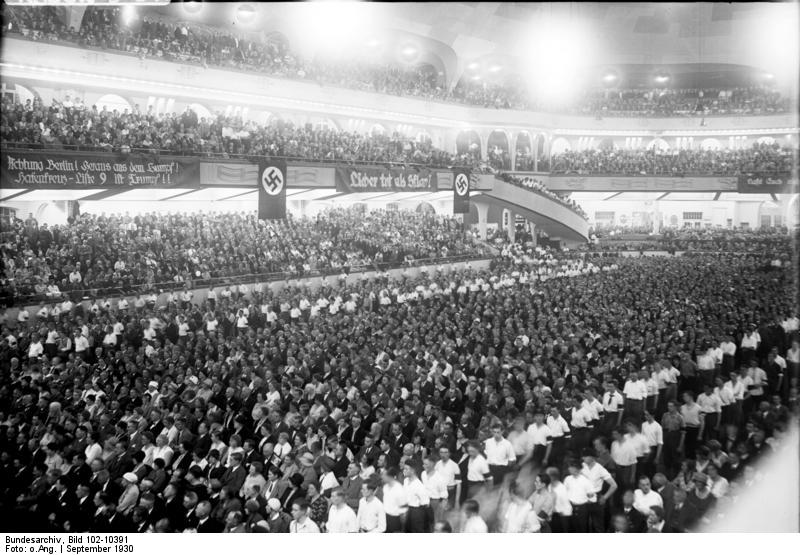
Cuộc bầu cử của Đảng Quốc xã tại Sportpalast, năm 1930

### 1928
- 20 tháng 3: Trong cuộc bầu cử năm 1928, Đảng Quốc xã chỉ nhận được 810,217 số phiếu trên tổng số 30,753,247 phiếu bầu, tương đương 2,63%. Giành được 12 ghế trong Quốc hội Đức.[45][46]
- 28 tháng 9: Lệnh cấm Hitler diễn thuyết công khai tại Phổ được bãi bỏ
- 20 tháng 10: Alfred Hugenberg trở thành lãnh đạo đảng Nhân dân Đức (DNVP).
- 16 tháng 11: Hitler diến thuyết lần đầu tiên tại Berlin Sportpalast.[47]